# Четверо против кардинала
«Четверо против кардинала» (фр. Les Charlots en folie: À nous quatre Cardinal!) — комедийный фильм по мотивам романа Александра Дюма, продолжение фильма «Четыре мушкетёра».

## Сюжет
Вначале идёт краткий пересказ предыдущего фильма.
Мушкетёры и их верные слуги удалились от ратных дел и занялись мирными домашними делами. Только Базен, заменяя Констанцию, продолжал играть роль преданной служанки. Король пожелал, чтобы королева явилась на бал с колье с подвесками, которое та ранее передала герцогу Бекингему. Королева послала мушкетёров к Бекингему, как доказательство передав им своё кольцо и письмо. Немного ранее Ришельё послал с тем же поручением Миледи с фальшивым письмом королевы.
В порту выяснилось, что корабль в Англию отходит на рассвете. Миледи обнаружила прибывших следом за ней мушкетёров и одного за другим напоила вином со снотворным. Утром слуги обнаружили их спящими и не смогли их разбудить. Пришлось слугам отправиться в Англию, переодевшись мушкетёрами.
В Лондон Миледи прибыла раньше и передала Бекингему письмо. Появившимся позже слугам мушкетёра он вначале не поверил и отправил их на виселицу. К счастью, затем он понял свою ошибку, помиловал их и передал им ларец с колье. По пути во Францию Миледи похитила ларец. Мушкетёры и их слуги узнали Рошфора и устремились за ним в погоню. Рошфор развернул гвардейцев кардинала навстречу мушкетёрам. Мушкетёры вступили в бой, а их слуги погнались за каретой, в которой ехала Миледи. Когда Базен и Мушкетон забрались в карету, Планше и Гримо не смогли остановить лошадей, упряжка кареты сломалась, и карета покатилась без лошадей. Вскоре слуги, завладевшие ларцом, и мушкетёры воссоединились.
В харчевне мушкетёры снова схватились с гвардейцами, на этот раз из-за лошадей, которых реквизировали по приказу кардинала Ришельё. Мушкетёры сражались на лестнице, ведущей на верхнюю галерею, а их слуги мешали гвардейцам подняться на галерею по столбам. Затем все 8 выбрались наружу через окно на втором этаже и поскакали в Париж.
Во дворце произошла схватка за ларец, но в последний момент колье с подвесками оказалось на королеве.

## В ролях
| Актёр             | Роль                               |
| ----------------- | ---------------------------------- |
| Жерар Ринальди    | Планше, слуга д’Артаньяна          |
| Жан Саррюс        | Базен, слуга Арамиса               |
| Жерар Филипелли   | Мушкетон, слуга Портоса            |
| Жан-Ги Фешнер     | Гримо, слуга Атоса                 |
| Джозефина Чаплин  | Констанция Бонасье                 |
| Карин Петерсен    | Миледи                             |
| Катрин Журдан     | королева Анна Австрийская          |
| Даниэль Чеккальди | король Людовик XIII                |
| Бернар Алле       | кардинал Ришельё / герцог Бэкингем |
| Поль Пребуа       | отец Жозеф                         |
| Жан Вальмон       | д’Артаньян                         |
| Жак Сейлер        | граф де Рошфор                     |
| Ги Гроссак        | Портос                             |
| Ян (Иван) Таньги  | Атос                               |
| Жорж Мансар       | Арамис                             |
| Робер Фавар       | капитан де Тревиль                 |
| Жак Легра         | Александр Дюма, писатель           |